# Guzów (Żyrardów)
Pour les articles homonymes, voir Guzów.
Guzów (prononciation : [ˈɡuzuf]) est un village polonais de la gmina de Wiskitki dans le powiat de Żyrardów de la voïvodie de Mazovie dans le centre-est de la Pologne.
Il se situe à environ 6 kilomètres au nord-ouest de Wiskitki (siège de la gmina), 10 kilomètres au nord-ouest de Żyrardów (siège de la Powiat) et à 47 kilomètres à l'ouest de Varsovie (capitale de la Pologne).

## Histoire
Son histoire en tant que domaine remonte au Moyen Âge et à Siemovit IV de Mazovie. Ensuite ce fut la propriété des Opaliński. À partir de la deuxième moitié du XVIIIe siècle le Staroste de Guzów est le comte Jan Prosper Potocki.

### L'époque de Paula Szembek
Potocki épouse la veuve de Celestyn Łubieński, Paula née Szembek. Leur fils, Antoni Protazy Potocki nait à Guzów. Or son père meurt vers 1760 et Paula épouse en troisièmes noces, le Magnat prince Andrzej Ogiński lui apportant dans sa dot les terres de Guzów. Ils ont une fille, Józefa et un fils, Michał Kleofas Ogiński, le célèbre compositeur et homme d'État, qui y naissent. Ogiński père meurt en 1787. À la suite du troisième partage de la Pologne, Guzów et ses 6 000 hectares se trouvent dans le territoire de la Prusse-Occidentale. Le domaine devient la propriété de la Trésorerie Générale du Royaume de Prusse. Cependant le roi Frederic-Guillaume II de Prusse récompense son ministre, Karl Georg von Hoym en lui offrant le domaine. Celui-ci déjà grand propriétaire, décide de vendre les biens à la veuve Ogińska, ancienne propriétaire.

### L'époque desŁubieński
Avec la garantie du roi, le grand demi-frère de Michał, et donc le premier né de la princesse Ogińska, Feliks Lubienski, propose à von Hoym un échange de ses deux propriétés de Kalinowa et Szczytniki contre le domaine de Guzów, ce que le ministre prussien accepte. Łubieński et sa femme Tekla Teresa, issue des Biélinski et leurs dix enfants y emménagent vers 1797. Leur grand-mère Paula Ogińska y meurt en 1798.
La famille Łubieński exploite les terres y compris l'établissement en 1833 d'une manufacture de lin. Ils invitent l'ingénieur français, Philippe de Girard à y participer. Ainsi naîtra la ville de Zyrardów, nommée en son honneur, sur les terres de Guzów. En 1842 leur fils, Henryk, grand industriel de l'époque est accusé d'escroquerie financière et le domaine sera confisqué et vendu aux enchères en 1856.

### L'époque des Sobański
Il s'avère que le nouvel acquéreur est Feliks Sobanski (1833-1913), fils de magnats de Podolie, et un des petits-fils de Feliks Lubieński, qui épouse aussitôt Emilia Łubieńska, une arrière-petite-fille du grand-père de son mari. Sobański paye la somme considérable de 600 000 roubles pour les 6000 hectares endettés. Il met fin aux dettes et commence une reconstruction totale du château, et du parc. Il s'inspire des châteaux de la Loire et du style Neorenaissance pour la bâtisse et crée un énorme jardin à l'anglaise. Le domaine restera dans la famille Sobański jusqu'en 1944.

## L'Après-guerre
Après le passage des Allemands et les Russes durant la Seconde Guerre mondiale, l'immense propriété fut dispersée en parcelles. Ne restait que le château, son jardin et la chapelle de saint Félix de Valois, en état de ruine, mis au service des autorités communistes. En 1996 deux descendants des Sobański ont revendiqué leur titre aux restes de la propriété et ont réussi à se l'approprier. De gros travaux de restauration sont en cours.
De 1975 à 1998, le village appartenait administrativement à la voïvodie de Skierniewice.